# 쓰노카쿠시

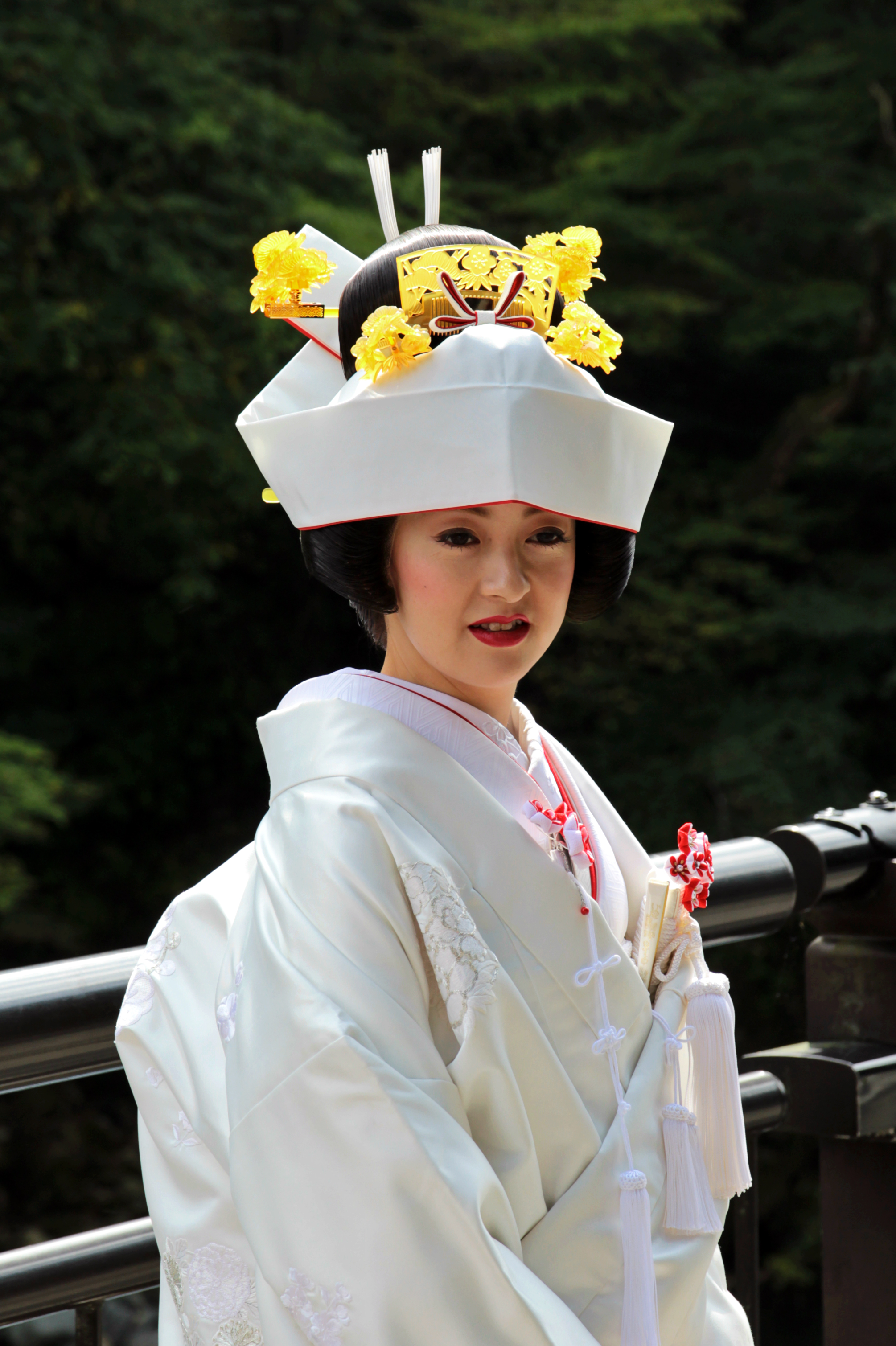

쓰노카쿠시(일본어: 角隠し→뿔가리개)는 일본 전통혼례식에서 신부가 분킨타카시마다를 틀고 그 위를 덮듯이 쓰는 폭넓은 천이다. 소재는 흰색 견직물인 경우가 많다. 비슷한 것으로 와타보우시(綿帽子, 면모자)가 있다.
이 쓰개의 용도에 관해서는 다양한 설이 분분하여 확실하지 않지만, 속설로서 다음 두 가지가 거론되는 경우가 많다.
- 분노를 상징하는 뿔을 감춤으로써 순종적이고 얌전한 아내가 될 것임을 보여주는 목적
- 여자가 질투에 미치면 오니가 된다고 하므로, 오니가 되는 것을 막기 위한 주술적 용도

그런데 쓰노카쿠시는 사실 에도시대 후기에서 메이지시대 초기에야 널리 퍼진 풍습으로, 그 유래에 관해서도 다양한 설이 있다.
- 무로마치시대의 쌀장수 혹은 떡장수 여성들이 쓰던 머릿수건인 계포(桂包) 혹은 계권(桂巻)으로부터 기원했다는 설
- 가마쿠라시대 이전의 지체높은 여성들이 외출할 때 피의(被衣)라는 우치키로 마치 장옷처럼 머리 위부터 폭 덮어 몸을 가렸는데 이 피의에서 유래했다는 설
- 정토진종에서 사찰을 참배하는 여성은 머리털 언저리(스미すみ)를 가리도록 하는데 이것을 “스미카쿠시(すみかくし→언저리 가리개)”라고 했다. 스미카쿠시는 검은 천으로 머리를 덮는 형태였는데, 이것이 혼례에 사용되며서 쓰노카쿠시가 되었다는 설.
- 에도시대 후기에 여성들이 가부키 배우의 행색을 따라하면서 유행이 되어 퍼졌다는 설